# Kronprinzenpalais (Stuttgart)

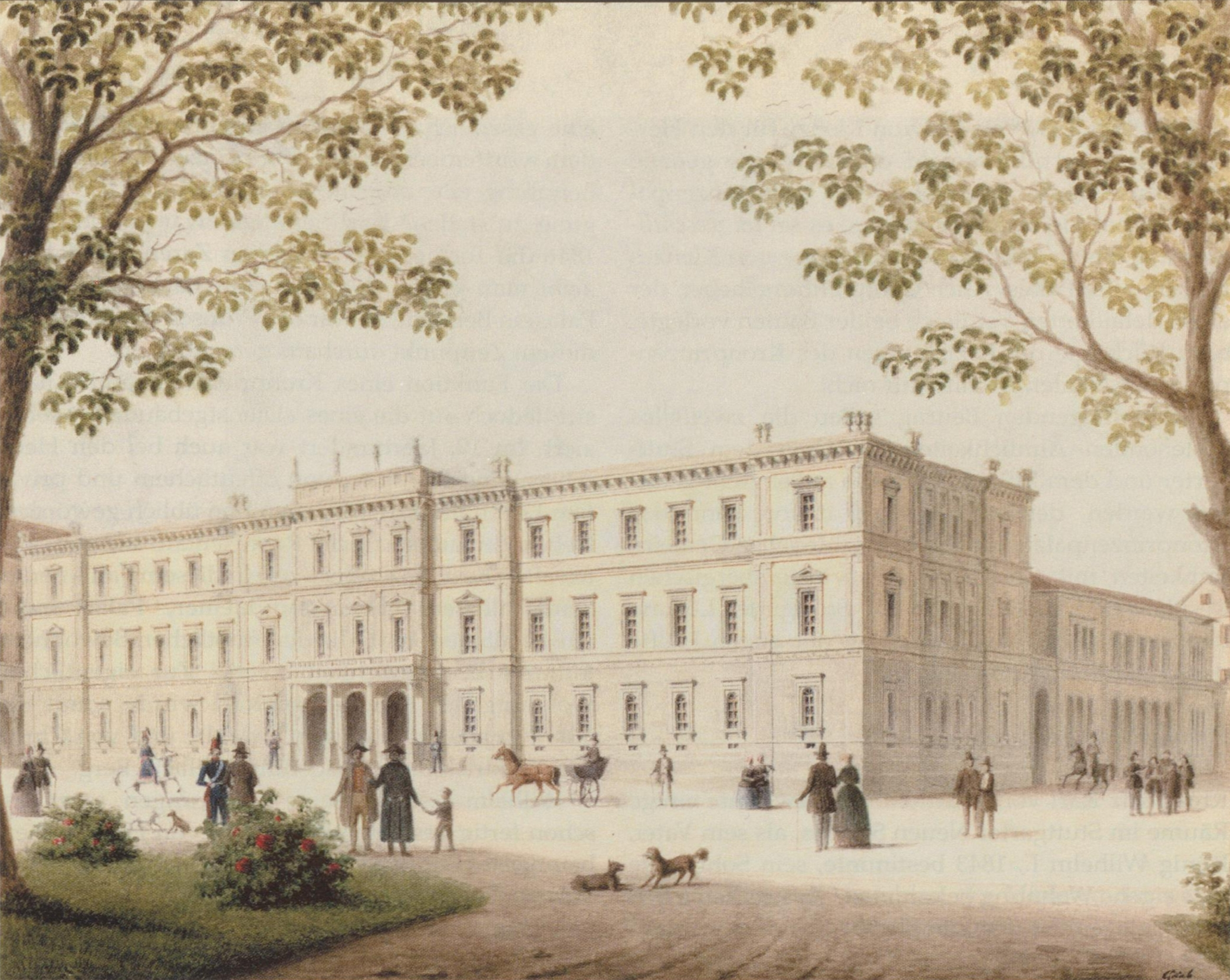
Kronprinzenpalais, Entwurf von Ludwig Friedrich Gaab, 1845. Fassade zur Königstraße, rechts Nebengebäude in der Fürstenstraße.

Das Kronprinzenpalais war ein klassizistisches Stadtpalais an der Königstraße 32 in Stuttgart. Es wurde 1846 bis 1850 von dem Architekten Ludwig Friedrich Gaab für den Kronprinzen Karl von Württemberg erbaut. Nach 1918 wurde es von einer Messegesellschaft und nach 1930 von der Staatsgalerie genutzt. Das historische Baudenkmal wurde 1944 bei Luftangriffen beschädigt und 1963 nach einer umstrittenen Entscheidung für den Planiedurchbruch abgerissen. Das Kronprinzenpalais bildete das Gegenstück des Wilhelmspalais.

## Kurzbeschreibung
Anmerkung: Die in Fuß angegebenen Abmessungen älterer Quellen wurden in Meter umgerechnet und gerundet. Nach Klimpert 1885, Seite 88, entsprach in Stuttgart 1 Fuß 0,286490 m.
| Name         | Kronprinzenpalais, auch Kronprinzenpalast, Kronprinzliches Palais oder Palais des Kronprinzen                                                                              |
| Ort          | ehemals: Stuttgart, Königstraße, zwischen Kanzleistraße und Fürstenstraße                                                                                                  |
| Bauwerk      | Stadtpalais |
| Bauzeit      | Gebäude: 1846–1850 Innenausstattung: 1850–1854 Abriss: 1963 |
| Baustil      | Spätklassizismus, im Stil der römischen Hochrenaissance |
| Bauherr      | König Wilhelm I. (1781–1864) |
| Architekt    | Ludwig Friedrich Gaab (1800–1869) |
| Höhe über NN | 257 m |
| Hauptgebäude | Länge × Breite: ca. 77 × 26 m Stockwerke: Untergeschoss, 3 Hauptgeschosse und Attika Höhe an der Ecke zur Kanzleistraße: 19,5 m Höhe an der Ecke zur Fürstenstraße: 20,5 m |
| Nebengebäude | Länge × Breite: ca. 34 × 20 m Stockwerke: Untergeschoss und 2 Hauptgeschosse                                                                                               |

Hinweis:
Das Kronprinzenpalais ist nicht zu verwechseln mit dem alten Kronprinzenpalais oder dem Prinzenbau.
- Das alte Kronprinzenpalais an der Königstraße 46, das auch Erbprinzenpalais genannt wurde (vormals Hohenheimsches Palais, heute Mittnachtbau), diente ursprünglich dem Erbprinzen und späteren König Friedrich und danach dem Kronprinzen und späteren König Wilhelm I. als Wohnsitz und wurde 1816 zu einem Verwaltungsgebäude umgewidmet.
- Der Prinzenbau am Schillerplatz beherbergte im 18. Jahrhundert einen Erbprinzen (Thronfolger des Herzogs), aber während des Königtums nur Prinzen und keine Kronprinzen. Hier wurde 1848 der spätere König Wilhelm II. geboren, der aber erst zum Kronprinzen wurde, als absehbar wurde, dass die Ehe von König Karl und Königin Olga kinderlos blieb.

## Lage

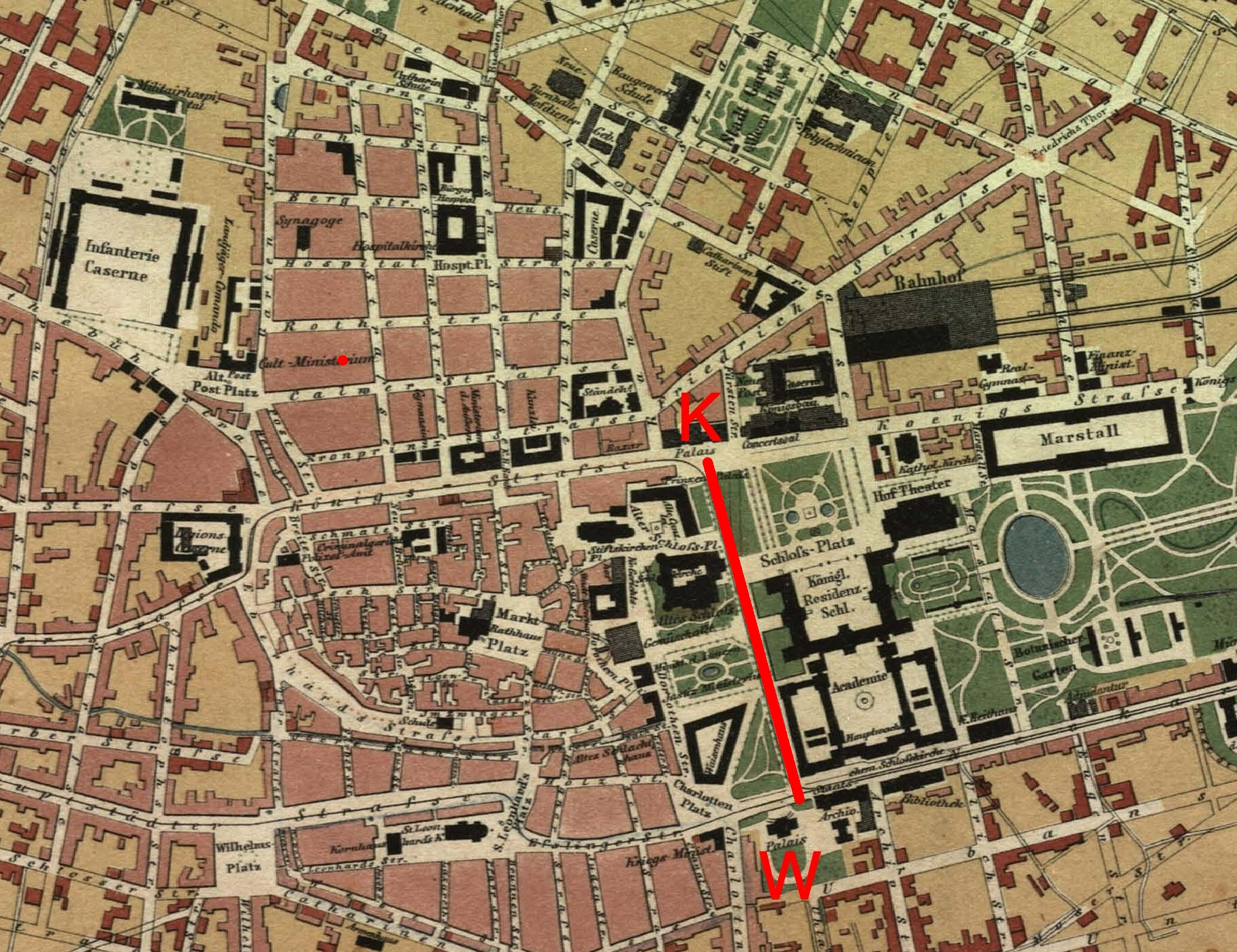
Stadtplan von Stuttgart, 1871. K = Kronprinzenpalais W = Wilhelmspalais Verbindungslinie = Planie.
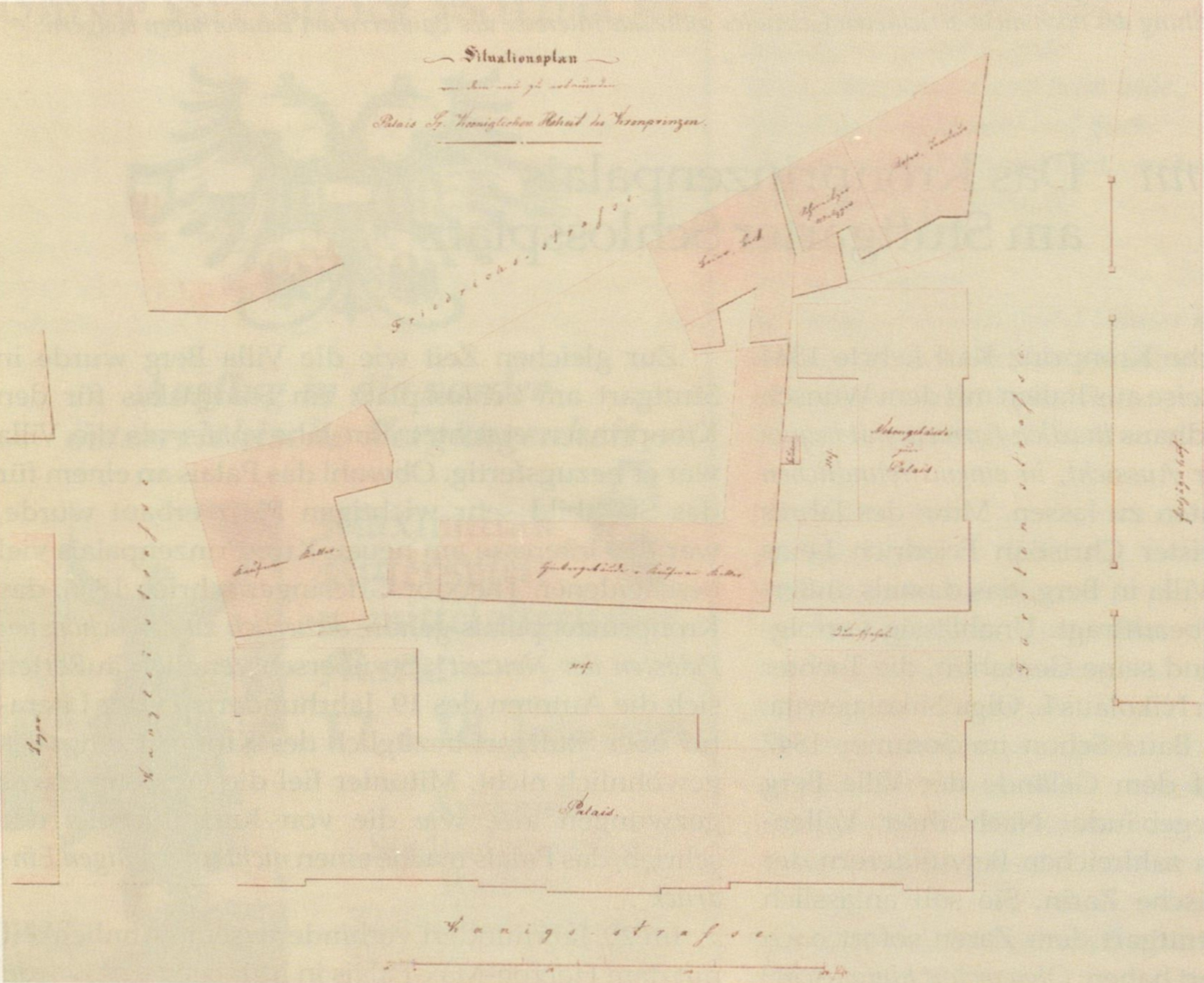
Situationsplan, Entwurf von Ludwig Friedrich Gaab, 1845.
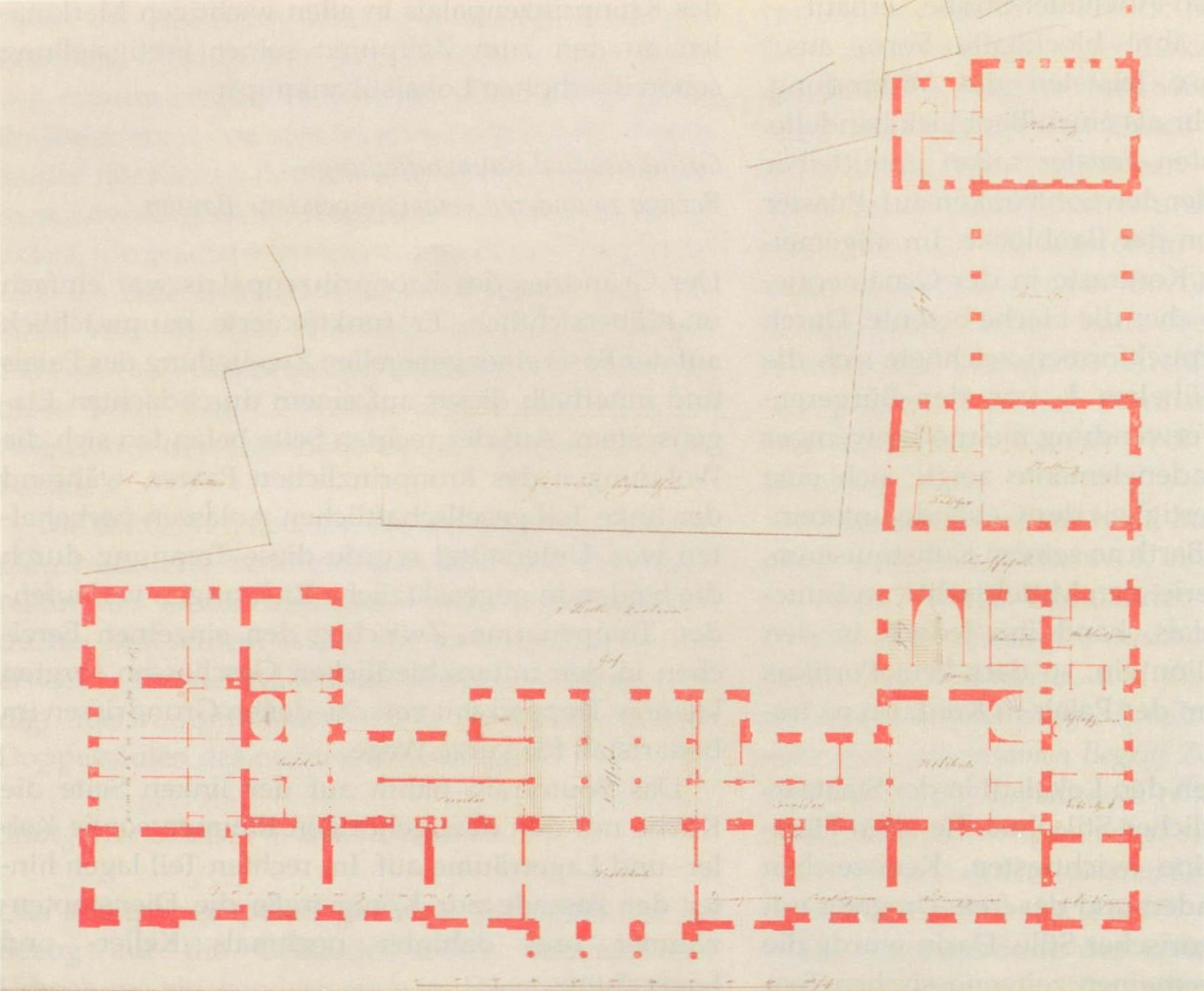
Grundriss des Erdgeschosses hinten rechts: Nebengebäude Entwurf von Ludwig Friedrich Gaab, 1845.

Das Kronprinzenpalais wurde entlang der Königstraße an der südwestlichen Ecke des Schloßplatzes errichtet, dort wo seit 1970 das Gebäude der Buchhandlung Wittwer und seit 2005 das Kunstmuseum steht. An den Seiten wurde der Bau von der Kanzleistraße und der Fürstenstraße begrenzt. Das Palais bildete das städtebauliche Pendant zu dem 1840 vollendeten Wilhelmspalais (ursprünglich „Prinzessinnenpalais“), das sich am anderen Ende der Planie befindet und den beiden ältesten Töchtern König Wilhelms I., den Prinzessinnen Marie (1816–1887) und Sophie (1818–1877), als Wohnsitz dienen sollte.

## Gebäude
Der Gebäudekomplex des Kronprinzenpalais bestand aus einem dreistöckigen Hauptgebäude an der Königstraße und einem zweistöckigen Nebengebäude an der Fürstenstraße. Beide Gebäude waren dreiflügelig angelegt.

### Hauptgebäude

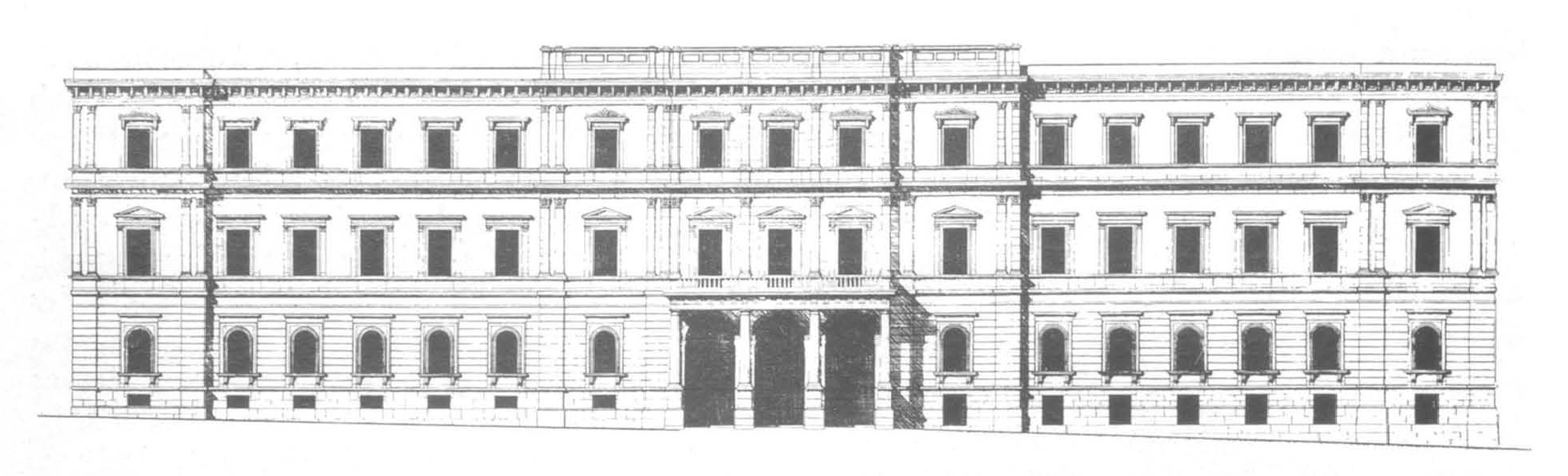
Aufriss der Hauptfassade.

#### Abmessungen
Das Hauptgebäude erstreckte sich fast 80 Meter entlang der Königstraße. Da deren Niveau von der Kanzleistraße zur Fürstenstraße hin abfiel, ergaben sich unterschiedliche Gebäudehöhen zwischen 19,5 und 20,5 Metern.
Zum Größenvergleich: Der später neben dem Palais erbaute Königsbau war einschließlich der seitlichen Portiken etwa 120 Meter lang und bis zum Kranzgesims etwa 17 Meter hoch.

#### Baukörper
Das Hauptgebäude bestand aus drei Flügeln, einem langen Mitteltrakt und zwei gleich langen, kurzen Seitenflügeln. Die Hauptfassade wurde senkrecht durch Risalite und waagerecht durch ein Friesband und Gesimse gegliedert. Die Mittelachse des Gebäudes wurde im Erdgeschoss durch einen dreiachsigen Mittelrisalit hervorgehoben, dessen Säulenvorbau mit einem Balkon abschloss. Durch drei rundbogige Einfahrten im vorderen Teil und eine Durchfahrt im hinteren Teil gelangte man zu den Höfen bzw. der Wagenremise im Nebengebäude. Zwei einachsige Risalite flankierten den Vorbau, der von einer Attika gekrönt wurde. Sie traten kaum um Mauerdicke aus der Fassade heraus, genauso wie die identischen Eck- und Seitenrisalite der Seitenfassaden. Zwischen den Risaliten der Haupt- und Seitenfassaden reihten sich je fünf weitere Fensterachsen, so dass sich die Hauptfront über 17 Achsen und die Seitenfronten über je sieben Achsen erstreckten.

#### Mauerwerk
Die Fassaden zeichneten sich durch Gliederungen aus heimischem Sandstein, das Erdgeschoss wies dabei Sandsteinquader mit horizontaler Nutung, die Obergeschosse verputztes Sandsteinmauerwerk auf, während die Zwischenwände aus Backsteinen gemauert, verputzt und zum Teil stuckiert waren.

#### Fenstergewände
Das Fenstergewändeprogramm des Gebäudes war variantenreich und für Risalite und Rücklagen sowie zwischen Haupt- und Seitenfassaden unterschiedlich:
- Die Sockelzone unterhalb des Erdgeschosses war pro Achse mit je einem vergitterten rechteckigen Kellerfenster versehen.
- Das Erdgeschoss verfügte über die schönsten Fenstergewände des ganzen Baus: rechteckig gerahmte Rundbogenfenster, deren Zwickel und Sturz mit schönen Reliefornamenten ausgeschmückt waren und mit einer architravierten Verdachung abschlossen (Abbildung). Bei den fünf Mittelfenstern der Seitenfassade fehlten Rahmung und Ornamente. Die Sohlbänke wurden von je zwei Volutenkonsolen getragen.
- Die Fenstergewände im ersten Obergeschoss schlossen an der Hauptfassade mit einer einfachen architravierten Verdachung ab, in den Risaliten mit einem Dreiecksgiebel und an den Mittelachsen der Seitenfassade mit einer hohen ornamentierten Relieftafel.
- Die Fenstergewände des zweiten Obergeschosses trugen an der Hauptfassade und den Risaliten eine konsolgestützte Verdachung, die an den Risaliten von einem dreieckigen Schmuckrelief gekrönt wurde. Die Mittelachsen der Seitenfassade schlossen mit einer niedrigen ornamentierten Relieftafel ab.
- Die neun rechteckigen Attikafenster-Gewände waren in Dreiergruppen über den drei Fensterachsen des Mittelrisalits angeordnet.

#### Vertikalgliederung
Im Erdgeschoss flankierten breite rustizierte Pilaster die Risalite (Abbildung, denen in den Obergeschossen (unrustizierte) Doppelpilaster entsprachen). Die drei Achsen des Mittelrisalits und die fünf Mittelachsen der Seitenflügel wurden von einfachen Pilastern flankiert.

#### Horizontalgliederung
Unter- und Erdgeschoss waren durch ein einfaches Gesimsband getrennt. Das Erdgeschoss schloss mit einem ornamentierten Relieffries ab (Abbildung). Die Geschosse wurden durch Gurtgesimse begrenzt, die sich in den beiden Obergeschossen in einfacheren Sohlgesimsen wiederholten. Den Abschluss bildete das weit vorkragende, von Volutenkonsolen gestützte Kranzgesims. Darüber erhob sich über das Mittelrisalit die Attika und im übrigen Gebäude eine niedrige Blendmauer, die das flache Zinkdach hinter sich verbarg.

### Nebengebäude

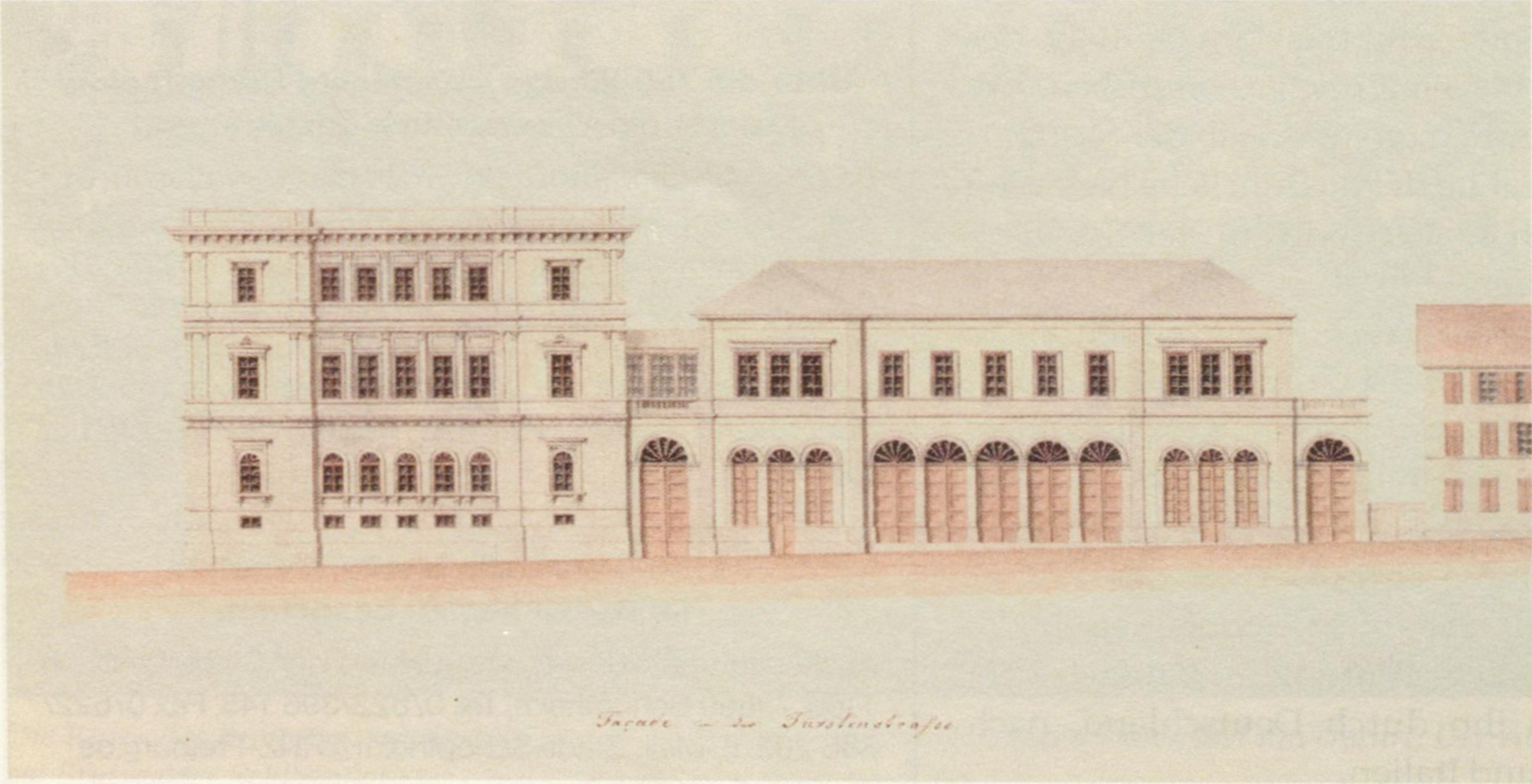
Aufriss des rechten Seitenflügels und des Nebengebäudes, Entwurf von Ludwig Friedrich Gaab, 1845.

Das Nebengebäude schloss sich im rechten Winkel an den rechten Seitenflügel in der Fürstenstraße an. Es wurde von zwei einstöckigen, überdachten Einfahrten zu den Hinterhöfen flankiert. Über der linken Einfahrt, die sich zwischen Haupt- und Nebengebäude schob, lagen zwei bedeckte Übergänge, durch die beide Gebäude im ersten Obergeschoss miteinander verbunden waren.
Der Bau bestand aus elf Achsen, davon entfielen je drei auf die beiden Eckrisalite und fünf auf den leicht zurückspringenden Mittelbau. Die beiden äußeren und die fünf Einfahrten des Mittelbaus waren mit gleichartigen rundbogigen Toren ausgestattet. Die Eckrisalite öffneten sich in einer schmalen Rundbogentür und zwei flankierenden Rundbogenfenstern. Die Fenster im Obergeschoss waren rechteckig und gerahmt, wobei je drei Fenster der Eckrisalite gekuppelt waren. Die Eckrisalite wurden anders als beim Hauptgebäude nur von einfachen Pilastern begrenzt. Die Gesimsbänder des Hauptgebäudes setzten sich in gleicher Weise am Nebengebäude fort. Der Bau war nicht wie das Hauptgebäude mit einem Flachdach, sondern mit einem Walmdach gedeckt.

## Räume

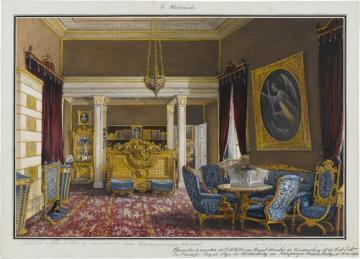
Schlafzimmer von Kronprinz Karl und Kronprinzessin Olga, vor 1864.
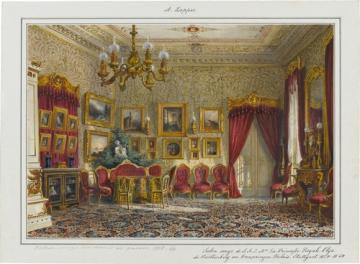
Roter Salon der Kronprinzessin Olga, 1860.
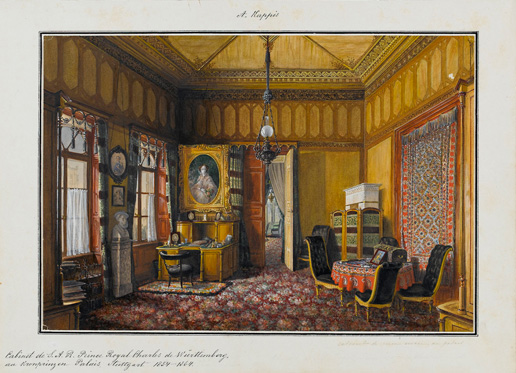
Kabinett des Kronprinzen Karl, 1860.
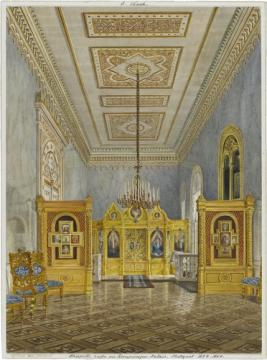
Russische Kapelle, 1864.

Beachten Sie zu den folgenden Ausführungen auch die Grundrisse des Erdgeschosses und des ersten Obergeschosses.
Der rechte Hauptflügeltrakt war im Erdgeschoss für die Wohnung des Kronprinzen, im ersten Obergeschoss für die Wohnung der Kronprinzessin reserviert. Beide Wohnungen bestanden aus je acht Zimmern. Der linke Trakt beherbergte im Erdgeschoss ebenfalls acht Zimmer, die ursprünglich als Gästezimmer und später als Dienstzimmer dienten. Der linke Teil des ersten Obergeschosses war für den zweigeschossigen Tanzsaal mit zwei Nebensälen, Gesellschaftszimmern und Büffet reserviert. Von den Vestibülen rechts und links der Eingangshalle führten je zwei gegenläufige Haupttreppen in das erste Obergeschoss. Über dem Eingang befand sich dort der Speisesaal, der sich zum Altan hin öffnete. Die 20 Zimmer im obersten Stockwerk waren für Kavaliere, Hofdamen und das Dienstpersonal vorbehalten.
Das zweistöckige Nebengebäude war durch zwei bedeckte Übergänge im ersten Obergeschoss mit dem Hauptgebäude verbunden. Es enthielt im Erdgeschoss beiderseits Stallungen, in der Mitte die Wagenremise und in den rückwärtigen Seitenflügeln Lagerräume für Zubehör. Im oberen Stockwerk lagen sechs Garderobenzimmer, fünf Zimmer für die Verwaltung sowie eine russische Kapelle für die Kronprinzessin.
Die Bilder oben zeigen einige Innenräume des Kronprinzenpalais, weitere Bilder siehe hier. Eine detaillierte Beschreibung der Innenräume befindet sich in Büchele 1858 und Herrmann 2000. Büchele beschreibt auch die Möbel und das sonstige Inventar der Räume in den 1850er Jahren.

## Geschichte

### Vorgängerbauten

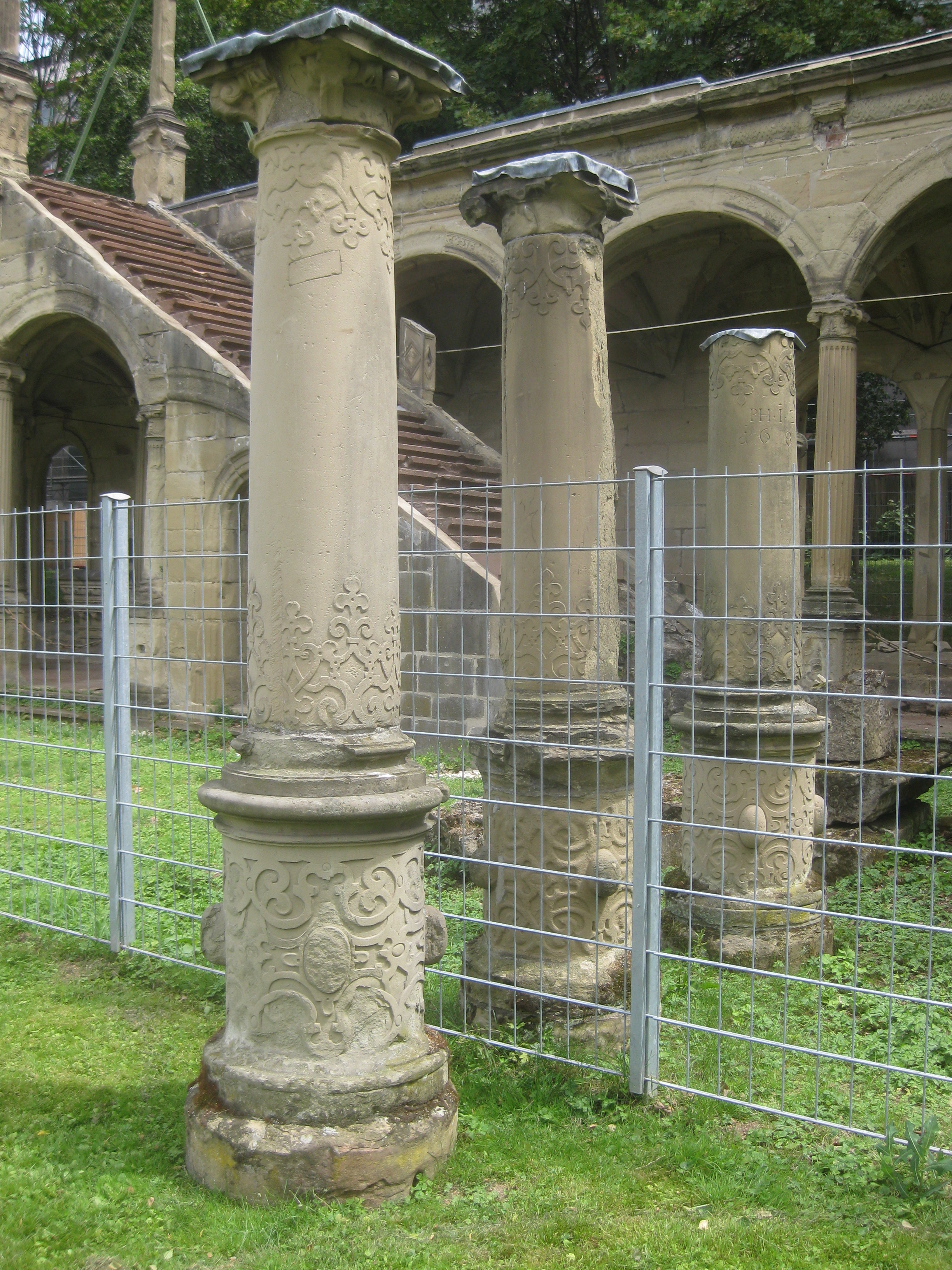
Säulen des Neuen Lusthauses vom Gebäude des Indigo-Müller.

An der Fürstenstraße, etwa an der Stelle des Nebengebäudes des Kronprinzenpalais, stand schon vor 1500 ein Gebäude, das Herzog Ulrich 1505 erwarb. Er schenkte es im gleichen Jahr seinem Erbmarschall Konrad Thumb von Neuburg, nach dem es Thumbenhaus oder Marschallenhaus genannt wurde. Das Haus blieb bis 1658 im Besitz der Thumbschen Familie und wechselte dann rasch hintereinander den Besitzer. 1748 erwarb Herzog Carl Eugen das Gebäude und richtete es als Witwensitz für seine Mutter Marie-Auguste von Thurn und Taxis ein. Nach deren Tod 1756 wurde das Haus zur Aufnahme fürstlicher Personen bestimmt und daher Fürstenhaus oder Fürstenbau genannt. 1816 wurde in dem Haus eine griechisch-katholische Kapelle für Königin Katharina eingerichtet. Später wurde der Bau zum Sitz des Geheimen Rats. Außer dem Fürstenhaus waren dem Neubau des Kronprinzenpalais noch zwei weitere Gebäude im Weg: an der Ecke Königstraße und Fürstenstraße das Gebäude der Gewölbsverwaltung mit dem Stoffmagazin des Hofes und links davon bis zur Kanzleistraße das Indigo-Handelshaus Johann Gottlob Müller & Co. („Indigo-Müller“), das der König von diesem erwarb. Alle drei Gebäude wurden 1845 abgebrochen, um dem Neubau Platz zu machen.

### Baugeschichte

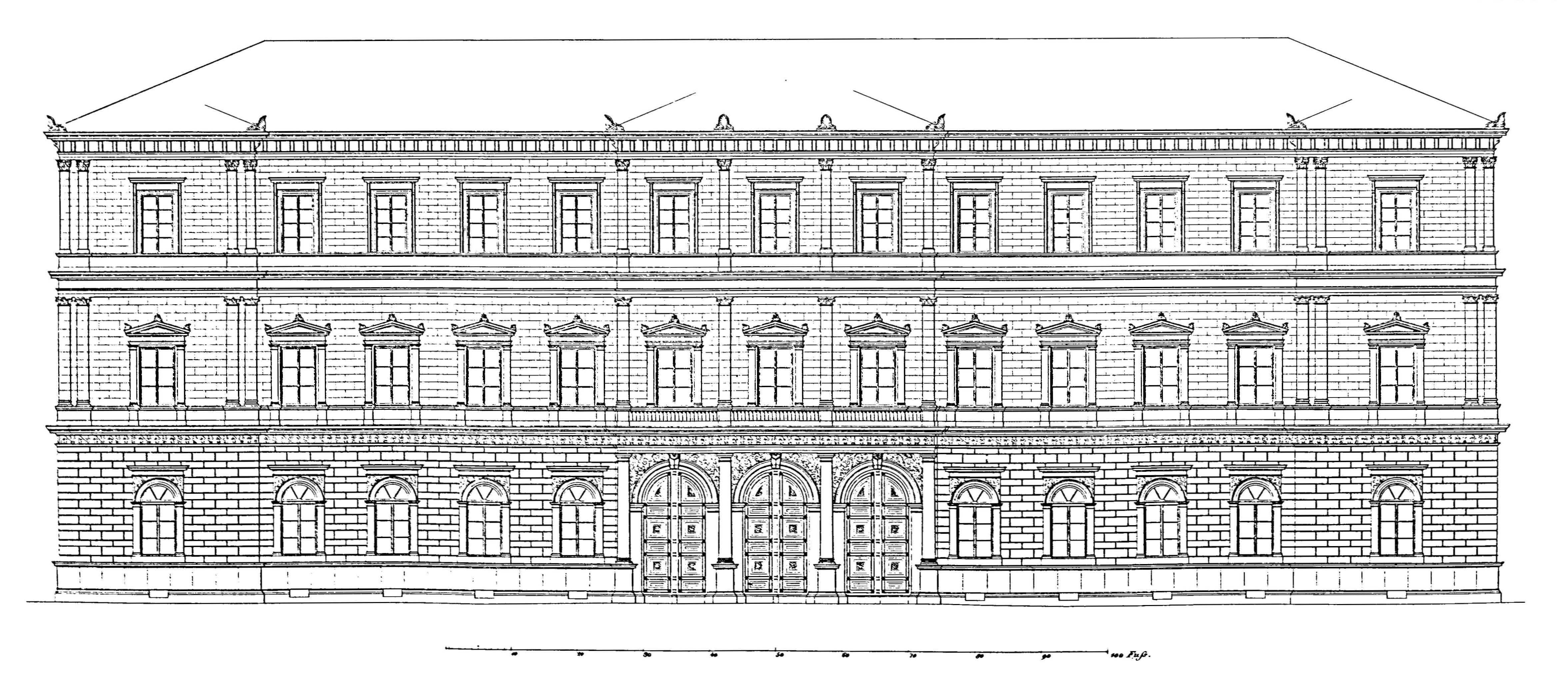
Herzog-Max-Palais in München, Aufriss von Leo von Klenze, 1830.

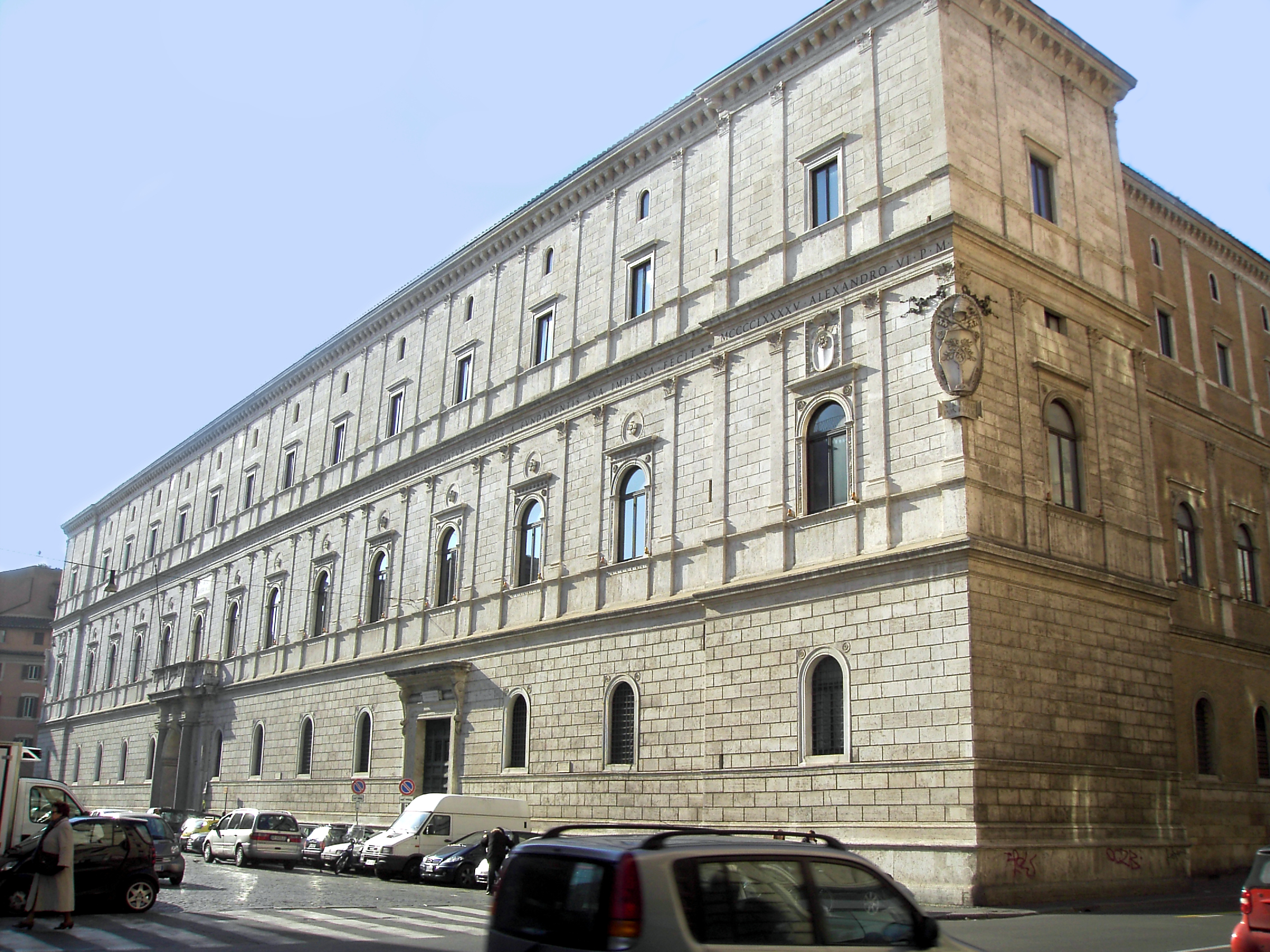
Palazzo della Cancelleria in Rom

Nach der Thronbesteigung König Wilhelms I. 1816 wurde das alte Kronprinzenpalais an der Königstraße 46, das er bisher bewohnt hatte, zum Sitz des Auswärtigen Ministeriums, des Geheimen Rats und des Staatsministeriums umgewidmet. Als Wilhelms Sohn Karl herangewachsen war, fehlte daher ein standesgemäßer Wohnsitz für den jungen Kronprinzen, der ihm nach den Landesgesetzen zustand. Da das Fürstenhaus nach Wilhelms Ansicht dafür ungeeignet war, fasste er Ende 1843 den Beschluss, „auf der Stelle in der Königs-Straße, auf welcher gegenwärtig der Fürstenbau steht, ein entsprechendes Palais für Seine königliche Hoheit neubauen zu laßen“. Der Hofkammerbaumeister Ludwig Friedrich Gaab wurde mit der Planung des Bauwerks beauftragt und einer seiner drei vorgelegten Pläne Ende 1845 genehmigt. Gaab lehnte sich in seinem Entwurf teilweise an das Herzog-Max-Palais von Leo von Klenze in der Münchener Ludwigstraße an, das übrigens lange vor dem Kronprinzenpalais schon 1937/1938 im Zug der nationalsozialistischen Stadtumgestaltung abgebrochen wurde. Klenze wiederum hatte sich in seinem Entwurf an den Palazzo della Cancelleria in Rom angelehnt.
Mitte 1845 bewilligte die Kammer den Kostenvoranschlag von 400.000 Gulden für den Bau, so dass die Vorgängerbauten abgerissen und der Neubau unter der Leitung von Gaab begonnen werden konnte. Die Bauarbeiten wurden 1850 abgeschlossen und der Innenausbau 1854 vollendet.

### Gebäudenutzung
Das Gebäude diente zwischen 1854 und 1918 verschiedenen Mitgliedern des württembergischen Königshauses als Stadtresidenz. Im Dezember 1854 konnte das Kronprinzenpaar (Karl hatte 1846 die russische Zarentochter Olga geheiratet) aus seiner Interimswohnung im Neuen Schloss in das Kronprinzenpalais umziehen. Als Karl seinem Vater nach dessen Tod 1864 auf dem Königsthron nachfolgte, zog er mit seiner Frau in den Gartenflügel des Neuen Schlosses. Das Kronprinzenpalais wurde nun von der Königinwitwe Pauline bis zu ihrem Tod 1873 bewohnt. Ab 1876 wohnte Kronprinz Wilhelm, der spätere König Wilhelm II., in dem Palais. Er selbst zog 1887 in das Wilhelmspalais, während sein Hofstaat bis 1892 im Kronprinzenpalais verblieb. Von 1893 bis 1918 residierten als letzte fürstliche Bewohner Herzog Albrecht von Württemberg und seine Frau Margarete Sophie in dem Palais.
Ab 1919 nutzte die Stuttgarter Handelshof AG, eine Vorgängerin der heutigen Messegesellschaft, einen großen Teil des Palais als Ausstellungsgebäude, in dem zahlreiche Messen veranstaltet wurden. Ab 1930 bis zur Zerstörung im Zweiten Weltkrieg 1944 war das Palais Sitz der Staatlichen Kunstsammlungen und nahm Bestände aus der Württembergischen Staatsgalerie auf (Kupferstichkabinett, Schwäbische Malerei seit 1860, neuere Plastik). Die im Krieg ausgelagerte Sammlung hat größtenteils überlebt.
Nach der „Machtergreifung“ durch die Nationalsozialisten veranstaltete der Kunsthistoriker und SS-Führer Klaus Graf von Baudissin im Kronprinzenpalais vom 10. bis zum 24. Juni 1933 unter dem diffamierenden Titel Novembergeist – Kunst im Dienste der Zersetzung eine der ersten sogenannten „Schandausstellungen“, in der Reproduktionen von Werken der Novembergruppe, von George Grosz und Otto Dix als „abschreckende Beispiele“ gezeigt wurden. Ebenfalls im Kronprinzenpalais organisierte er im September des gleichen Jahres eine kriegsverherrlichende Ausstellung mit dem Titel Von Krieg zu Krieg.

### Planiedurchbruch

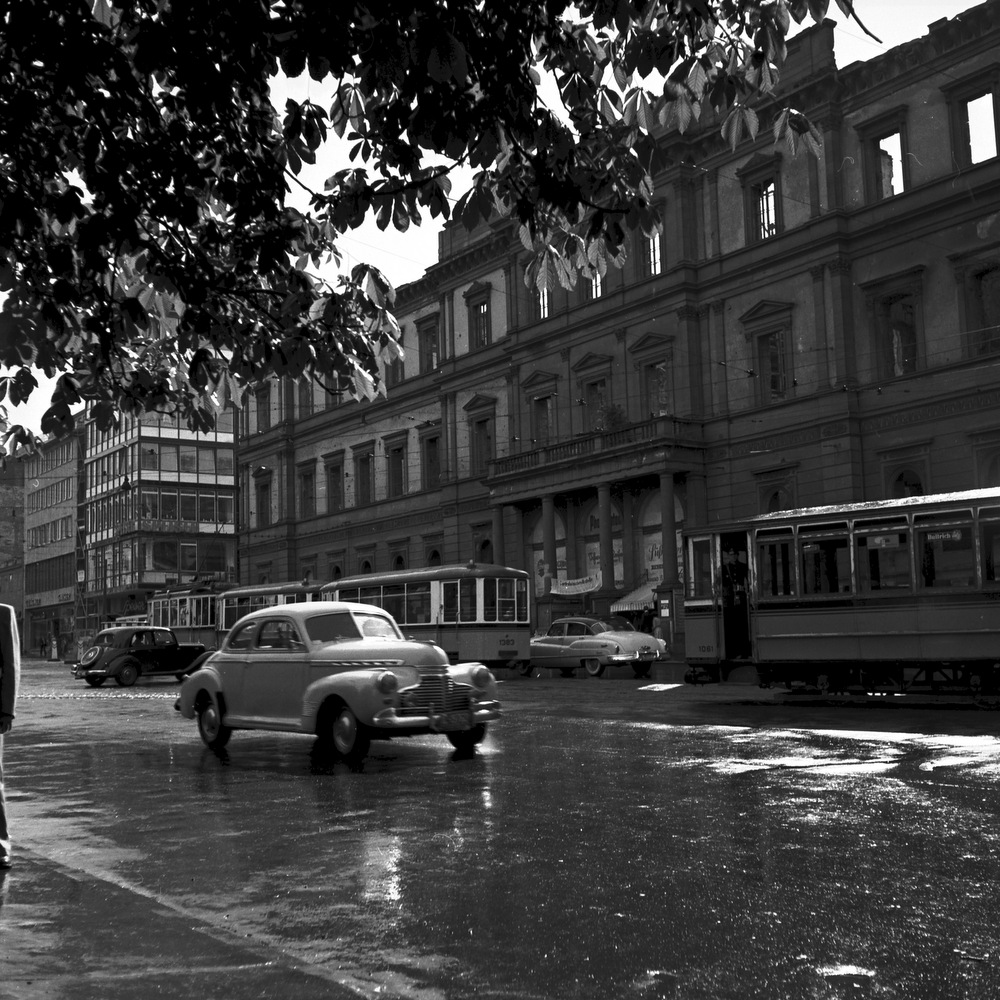
Ruine des Kronprinzenpalais ca. 1952

Nach dem Zweiten Weltkrieg sollte zur Anbindung des Stuttgarter Westens an die Innenstadt eine Querspange durch die Planie gezogen werden. Der Realisierung dieses städtebaulichen Ansatzes stand das Kronprinzenpalais im Weg. Ein langanhaltender Streit zwischen Modernisten und Traditionalisten, die für bzw. gegen den Abbruch des Kronprinzenpalais votierten, wurde 1959 durch den Bebauungsplan „Planiedurchbruch“ entschieden.
Traditionalisten. Die traditionalistische Strömung wurde vom Land vertreten, dem Eigentümer des Kronprinzenpalais, und von einigen herausragenden Architekten wie Paul Bonatz und Otto Ernst Schweizer. Dieser schrieb in einem Planungsgutachten für die Neuordnung der Stuttgarter Innenstadt 1953 über das Kronprinzenpalais: „Würde ein derartiges Bauwerk verschwinden, so verschwände auch eine ganze Epoche in ihrer anschaulichen Darstellungskraft und ihrer historischen Bedeutung. Nach den riesigen Verlusten an Bau- und Kulturwerten durch den Krieg ist es umso wichtiger, die wenigen noch erhaltenen Zeugen der Vergangenheit zu erhalten und zu pflegen.“
Modernisten. Die Position der Modernisten behaupteten vor allem die Vertreter der Stadt, die vorwiegend verkehrsplanerische Argumente ins Feld führten und die kunsthistorische und städtebauliche Bedeutung des Kronprinzenpalais in Abrede stellten. Einer der Hauptvertreter dieser Richtung war der Oberbürgermeister Arnulf Klett, der sich in einem Brief an Paul Bonatz 1951 so äußerte: „Die Erhaltung ist dort sinnvoll, wo die geschichtlich gewordene Gegenwart die Zukunft befruchtet, dort aber nicht, wo sie die gegenwärtige und künftige Entwicklung ausschließlich oder überwiegend hemmt […]. Wertvoller als die beschädigte Fassade der Ruine des Kronprinzenpalais […] ist der lebendige Mensch unserer Zeit und unserer Stadt.“
Epilog. 1963 wurde das Kronprinzenpalais schließlich abgebrochen. An seiner Stelle wurden sechs Tunnelröhren gebohrt, fünf für den Autoverkehr und eine für die Straßenbahn. Die Röhren wurden 1968 mit einer Platte überdeckelt, die als Kleiner Schloßplatz bezeichnet wurde. Wenige Jahre danach gingen „Teile des riesigen Verkehrsbauwerks wieder außer Betrieb, weil sich zeigte, dass dieser Funktionalismus gar nicht funktionierte und die Anlagen eigentlich auch nicht gebraucht wurden“. 1980 wurde die Straßenbahn in den Untergrund verlegt, und 1993 verschwanden auch die Fahrstreifen unter der Erde. Die Eingänge der nunmehr nutzlosen Tunnelröhren wurden durch eine große Treppe verdeckt, die sich zu einem beliebten Treffpunkt entwickelte. Die nicht mehr benötigten Tunnelröhren wurden in das 2002–2005 an dieser Stelle gebaute Kunstmuseum als Ausstellungsräume integriert.

### Überreste
| - Rundbogenfenster | - Friesplatte - Friesplatte                              |
| - Rundbogenfenster | - Kapitell eines Pilasters - Kapitell eines Eckpilasters |

Einige Überreste des Kronprinzenpalais wurden beim Abbruch des Gebäudes 1963 gerettet und sind nun im Städtischen Lapidarium Stuttgart aufgestellt:
- 5 Ornamentfriesplatten mit zwei verschiedenen Mustern (Nr. 261–265)
- 2 Pilasterkapitelle (Nr. 267/268)
- 1 Rundbogenfenster vom Erdgeschoss des Seitenflügels an der Kanzleistraße (Nr. 269)

Das Rundbogenfenster wurde zuerst am Kleinen Schloßplatz aufgestellt, wo es bis 1993 verblieb. 1996 erhielt es seinen jetzigen Platz im Städtischen Lapidarium.

## Rezeption
Gleichzeitig mit dem Kronprinzenpalais, der amtlichen Stadtresidenz des Kronprinzenpaars, wurde 1854 die Villa Berg bezugsfertig, die private Landhausvilla des Paars, die Christian Friedrich von Leins erbaut hatte. Beide Bauten waren im Stil der italienischen Hochrenaissance erbaut, unterschieden sich aber sonst sehr deutlich voneinander. Das prachtvolle Privatschloss mit seinem weitläufigen Park lief dem eher nüchternen, allseits eingezwängten Amtssitz den Rang ab in der öffentlichen Beachtung und Wertschätzung. Ähnlich erging es dem Kronprinzenpalais auch im Vergleich mit dem 1860 vollendeten Königsbau, der durch seinen ausladenden Baukörper und die durchgängigen, kolossalen Kolonnaden, aber auch als Kontrapunkt des Neuen Schlosses eher die Blicke auf sich zog, als das am Rande des Schloßplatzes liegende Palais.
- Eine der frühesten Äußerungen über das Kronprinzenpalais stammt von Karl Moser, der in seiner Beschreibung des Stadtdirections-Bezirkes Stuttgart von 1856 eine rein sachliche Darstellung liefert, während er die Villa Berg als eine „der schönsten und reizendsten Schöpfungen der Neuzeit“ herausstreicht.[37]
- In seinem Stuttgart-Führer von 1858 findet Karl Büchele lobende Worte über das Palais: „Das kronprinzliche Palais steht, eine Zierde desselben, am Schlossplatze […]. Von der Königsstrasse aus macht das Palais bei seiner reichen Ornamentik einen nicht ungefälligen Eindruck […]“[38] Die Beurteilung der Villa Berg übernimmt er wörtlich von Karl Moser und fügt hinzu, sie sei „im edelsten Renaissancestyl“ erbaut.[39]
- In seiner Chronik der Stadt Stuttgart berichtet Julius Hartmann 1886 lediglich vom Einzug des Kronprinzenpaars in das Palais am 2. Dezember 1854, auf die bauliche Qualität des Gebäudes geht er nicht ein. Hingegen stellt er die Villa Berg heraus, die etwa einen Monat früher, am 29. Oktober 1854, eingeweiht wurde: „Die nun vollendete Villa des Kronprinzen, ein Bau der für den Renaissancebau in Stuttgart bahnbrechend geworden ist […].“[40]
- Gaabs jüngerer Fachgenosse Christian Friedrich von Leins, der ihn um fast 30 Jahre überlebte, war der Erbauer der Villa Berg und des Königsbaus. Im Jahr 1889 brachte er eine Schrift über die Hoflager und Landsitze des württembergischen Regentenhauses heraus, in der er auch das Kronprinzenpalais besprach: „Die räumliche Einteilung ist klar und von der höchsten Einfachheit […]. Die innere Ausstattung ist würdig, doch ohne besondere Prachtentfaltung. […]. So vornehm die Lage des Gebäudes ist, so bleibt doch der Hinterplatz beschränkt und fehlt ein entsprechend großer Garten, der die Annehmlichkeit für die hohen Bewohner sehr gehoben hätte, aber an dieser Stelle nicht zu gewinnen war. Immerhin ist der Bau von sehr stattlicher Erscheinung und eine Zierde der Königsstrasse.“[41]

Nach der Zerstörung des Kronprinzenpalais 1944 erwachte das Interesse an dem Gebäude erneut.
- Paul Bonatz warnte 1951: „Wenn man das Kronprinzenpalais abreißt, verliert die Westseite des Schlossplatzes die Hälfte ihres Gesichts.“ Nach Bekanntgabe des Siegerentwurfs für das Kunstmuseum 1999 kritisierte Dankwart Guratzsch: „Sie wird es auch jetzt nicht wiederfinden.“[42]
- Der Kunsthistoriker Werner Fleischhauer befand 1952: „Bewunderungswürdig bleibt die dem klassischen Architekten eigene Sicherheit, den monumentalen Bau mit seinen glücklichen Verhältnissen zu einem schlechthin vollkommenen Abschluß des Schloßplatzes zu machen, in dessen Gesamtwirkung der Palast von integrierender Bedeutung ist.“[43]
- 1957 befand der schwäbische Kunsthistoriker Georg Himmelheber: „Gaabs Kronprinzenpalais steht in Stuttgart an einem entscheidenden Punkt in der Entwicklung der Architektur des 19. Jahrhunderts. 1845 (bei Baubeginn) sterben Nicolaus Thouret und Giovanni Salucci, Hauptmeister des reifen Klassizismus. Drei Jahre später stirbt Georg Gottlob Barth, dem Gaab sehr verpflichtet ist. Gaabs Nachfolger wird Christian Friedrich Leins, der gleichzeitig mit dem Kronprinzenpalais die in die Zukunft weisende italianisierende Villa Berg erstellt […]. Das Kronprinzenpalais von Ludwig Gaab steht in stilistischer Hinsicht genau an der Stelle, wo der Klassizismus beginnt in Historismus überzugehen.“[44]

Bevor das Kronprinzenpalais 1963 abgebrochen wurde, entstand ein lebhafter Diskurs für und wider den kunsthistorischen Wert des Gebäudes, auf den der Abschnitt Planiedurchbruch näher eingeht.